# Amona Aßmann
Amona Aßmann (* 1. Januar 2002) ist eine deutsche Schauspielerin.

## Leben
Amona Aßmann war erstmals als Serafina Rebisi in dem Fernsehfilm-Drama Blond bringt nix zu sehen, das im September 2010 uraufgeführt wurde. Im Juni 2011 war sie in Uns trennt das Leben als Tine zu sehen. 2012 stellte Amona Aßmann die Titelrolle in dem Märchenfilm Rotkäppchen dar.

## Filmografie
- 2010: Blond bringt nix (TV), Regie: Isabel Kleefeld
- 2011: Uns trennt das Leben (TV), Regie: Alexander Dierbach
- 2012: Sechs auf einen Streich – Rotkäppchen (TV), Regie: Sibylle Tafel
- 2014: Die Familiendetektivin (Fernsehserie, 1 Folge)
- 2015: SOKO München (Fernsehserie, 1 Folge)
- 2014: Die Arbeit kann warten, jetzt kümmern wir uns erstmal um die Backstreet Boys (Kurzfilm)
- 2017: Wenn du rausgehst (Step Outside, Kurzfilm)